# تاكاشي أمانو (عالم)
تاكاشي أمانو (باليابانية: 天野 尚 ) (و. 1954 – 2015 م) هو مصور، وعالم طبيعة، ومتسابق دراجات هوائية ياباني، ولد في نيغاتا، توفي في نيغاتا، عن عمر يناهز 61 عاماً، بسبب ذات الرئة.